# Насекин, Михаил Дмитриевич
Михаил Дмитриевич Насекин (25 февраля 1924 — 23 апреля 2005) — советский архитектор, художник и скульптор. Автор в коллективе ряда монументальных памятников и мемориальных ансамблей в городах СССР. Работал преимущественно в жанре архитектурного и скульптурного монументализма.

## Биография

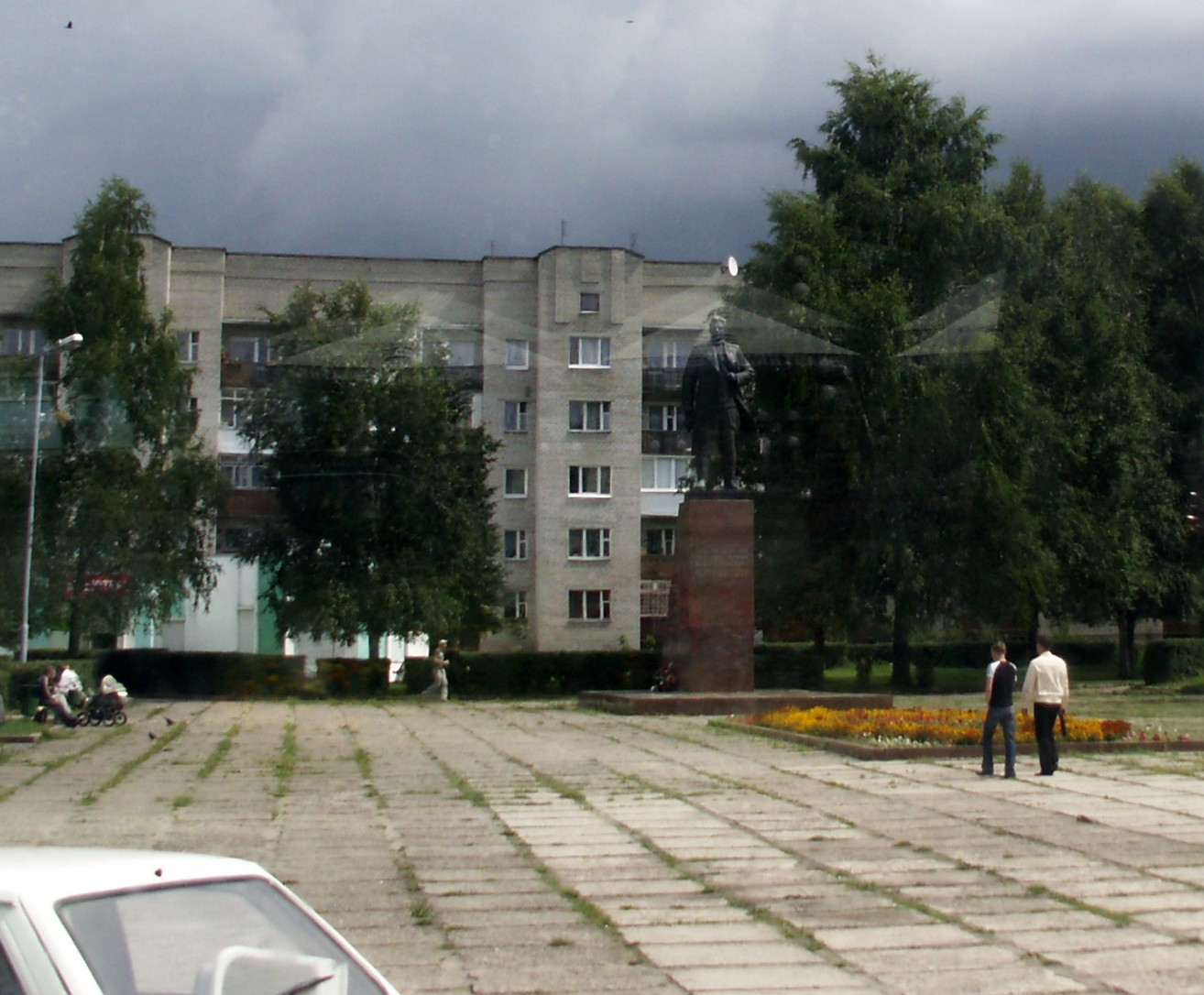
Памятник генералу Ивану Черняховскому. Авторы: скульптор Б. Едунов и архитектор М. Д. Насекин.

Михаил Насекин родился 25 февраля 1924 года в селе Александровка Ракшинского района Тамбовской области. Принимал участие в Великой Отечественной войне, участник Парада Победы 1945 года.
В 1946 году поступил на архитектурный факультет Ленинградской академии художеств. В 1952 году окончил академию, защитив дипломный проект «Институт имени Сурикова в Москве» (оценка «хорошо», руководитель И. И. Фомин).
Начал архитектурную деятельность в группе архитекторов Л. В. Руднева, работавшей над проектированием и строительством Дворца культуры и науки в Варшаве. Затем принимал участие в проектировании и строительстве Центрального стадиона имени В. И. Ленина под руководством А. В. Власова, А. Ф. Хрякова, И. Е. Рожина, Н. Н. Улласа (занимался проектированием интерьеров). Позднее участвовал в проектировании 2-й очереди комплекса МГУ на Ленинских горах и Института экспериментальной и клинической онкологии АМН на Каширском шоссе. С конца 1950-х годов совмещал архитектурную деятельность с художественной и скульптурной практикой.
В 1960-х годах занимал должность начальника архитектурно-планировочного отдела Киевского района Москвы и первого заместителя председателя исполкома Киевского райсовета. В этот период застраивались Фили-Мазилово, Аминьево, Кунцево, Рублёвское и Сколковское шоссе. Исполком Киевского райсовета тесно сотрудничал с районной мастерской, руководимой В. Г. Гельфрейхом.
В 1976 году М. Д. Насекин стал заместителем директора НИиПИ Генплана Москвы. В 1972 году он возглавил архитектурно-проектную мастерскую института «Союзкурортпроект», проработал на этой должности около пяти лет. За этот период под руководством М. Д. Насекина были спроектированы более 40 объектов. Среди реализованных проектов санаторные корпуса в Кисловодске, Солотче Рязанской области, административный корпус и столовая Дворца труда ВЦСПС в Москве, туристские гостиницы в Ярославле и Пензе, санаторные комплексы в Лазаревском, в Сибири и в Армении. Позднее работал главным архитектором проектов в мастерской № 1 Моспроекта-2.
Член КПСС. Член Союза архитекторов СССР с 1958 года. Участвовал в выставках, публиковался. Имел собственную мастерскую, вёл активную творческую работу на протяжении нескольких десятилетий.
Умер 23 апреля 2005 года.

## Творчество
Михаил Насекин известен как соавтор архитектурной части ряда памятников, выполненных в сотрудничестве с известными скульпторами. Основное направление — мемориальная и общественная архитектура. Его проекты отличались тщательной проработкой пластики и интеграцией архитектурных форм в городскую среду.

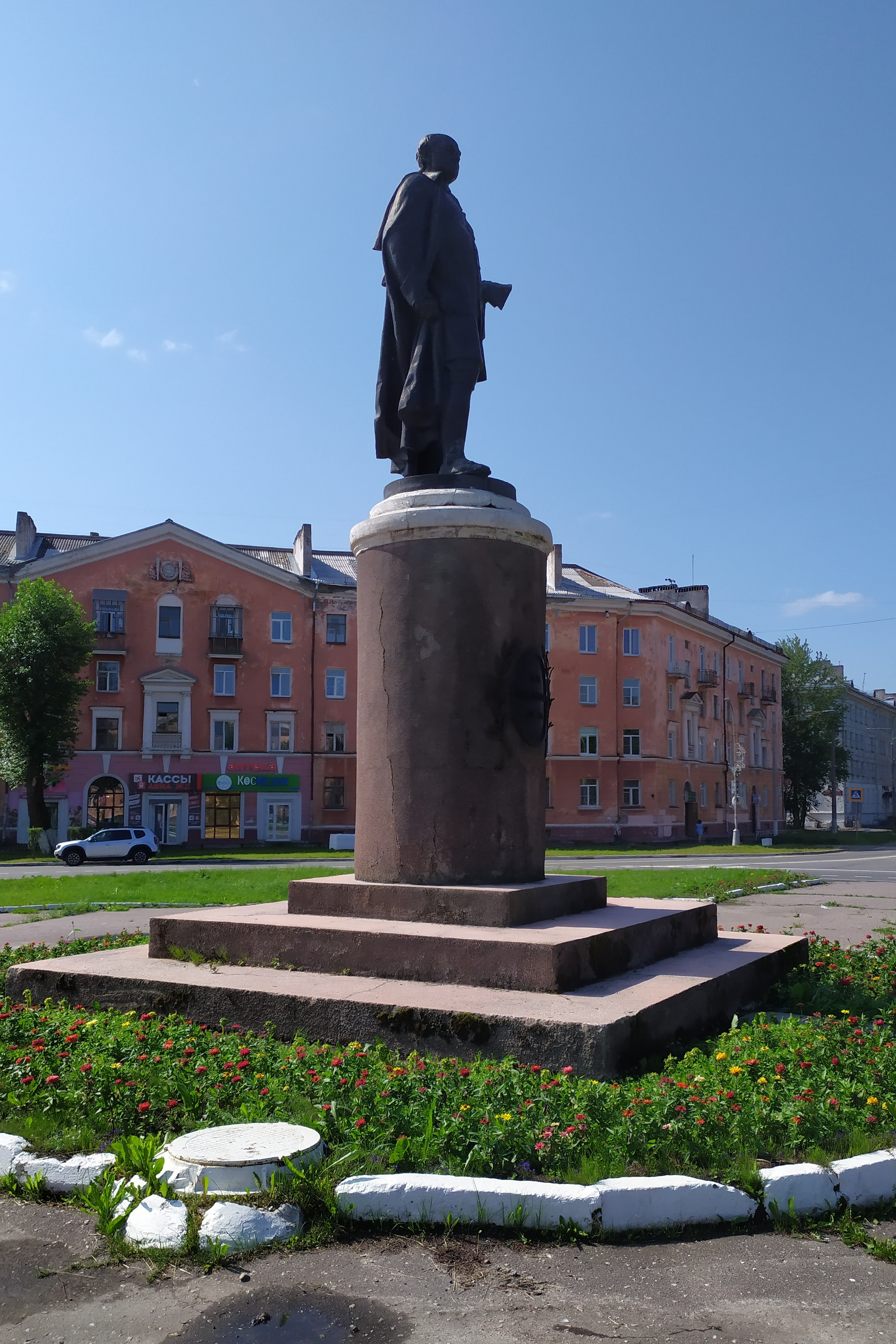
Памятник М. В. Ломоносову. Авторы: скульптор М. С. Алещенко и архитектор М. Д. Насекин.

#### Памятники
- Памятник генералу Ивану Черняховскому (Черняховск, 1977; совместно со скульптором Б. Едуновым). Мемориал высотой 10,5 м, одна из центральных точек города.  Объект культурного наследия народов РФ местного значения. Рег. № 391710916440004 (ЕГРОКН)[7]
- Памятник Фёдору Петрову (Москва, Страстной бульвар, 1977; скульптор Б. Едунов, архитектор М. Насекин). Мемориальная композиция в честь академика, конструктора артиллерии.
- Бюст Эрнста Тельмана (Калининград, 1976; архитектура — М. Насекин). Постановлением Правительства Калининградской области от 23 марта 2007 года № 132 бюст Эрнста Тельмана получил статус объекта культурного наследия местного (муниципального) значения[8].
- Памятник М. В. Ломоносову (Северодвинск, 1958; совместно с архитектором М. С. Алещенко). Находится в центре площади, образованной при пересечении проспекта Ленина и улицы Ломоносова Объект культурного наследия народов РФ федерального значения. Рег. № 291410181340006 (ЕГРОКН)[9]
- Памятник жертвам интервенции на Севере «Стена коммунаров» (Архангельск, 1960; соавтор М. С. Алещенко).  Объект культурного наследия народов РФ федерального значения. Рег. № 291711128890006 (ЕГРОКН)
- Памятник Павлину Виноградову (Северодвинск, 1960; архитекторы М. Насекин и М. Алещенко). Установлен в честь лётчика, Героя Советского Союза.
- Памятник советским воинам, погибшим в Великой Отечественной войне (Рудаки, Таджикистан, 1980; скульптор Б. Едунов, архитектор М. Насекин).

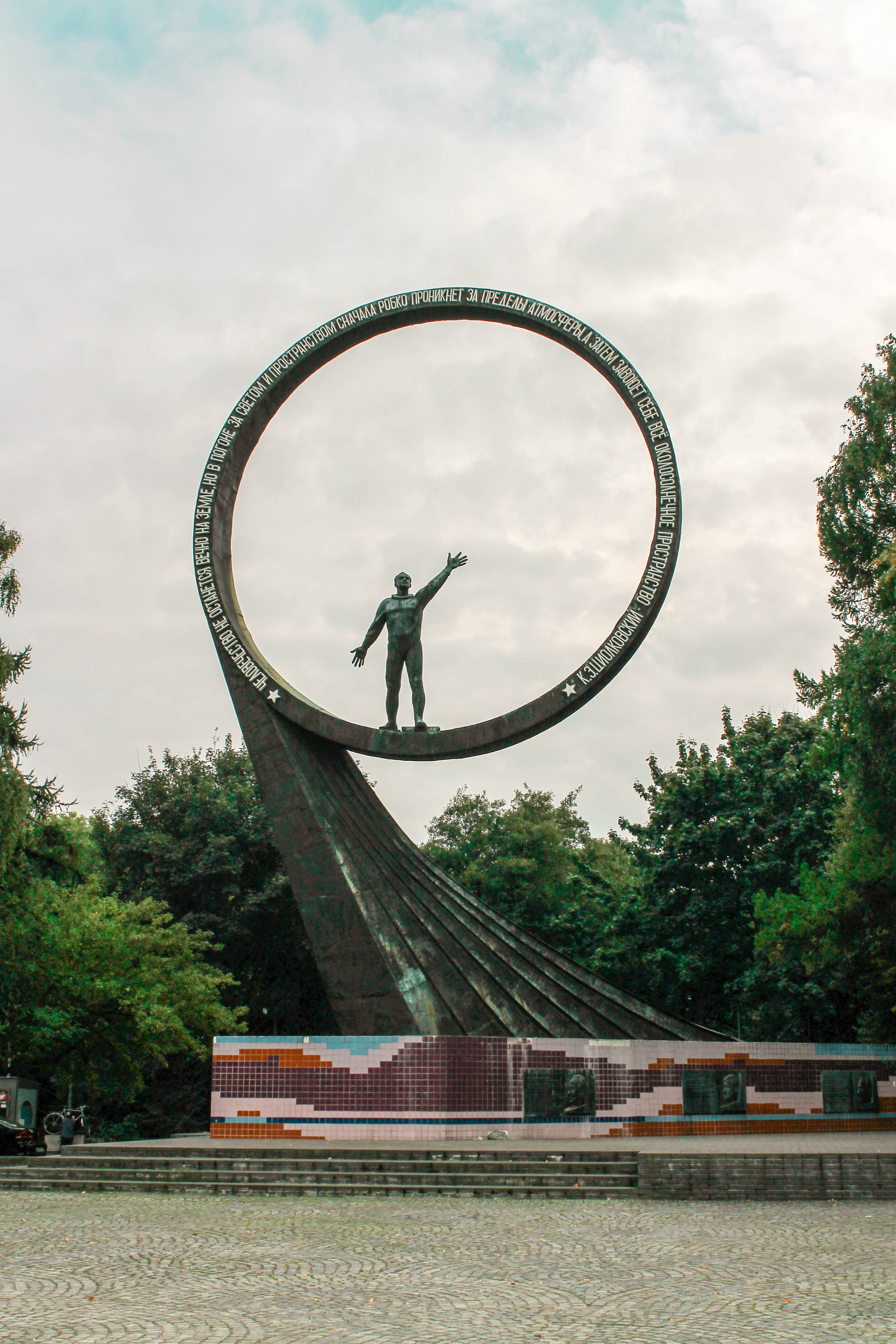
Землякам-космонавтам. Авторы: скульптор Б. Едунов и архитектор М. Д. Насекин.

- Землякам-космонавтам. Авторы: скульптор Б. Едунов и архитектор М. Д. Насекин.Монумент «Землякам-космонавтам» (Калининград, 1960; скульптор Б. Едунов, архитектор М. Насекин)
- Памятник «Думы солдата» — памятник в городе Октябрьский, Республика Башкортостан, 1970  Объект культурного наследия народов РФ регионального значения. Рег. № 021610445320005 (ЕГРОКН).
- Стела памяти заводчанам, погибшим в годы Великой Отечественной войны 1941—1945 гг Машиностроительный завод им. М. В. Хруничева, 1965[10].

В 1964 году в Центральном доме архитектора в Москве состоялась персональная выставка работ Насекина, где были представлены архитектурные проекты, картины, графика и скульптуры. В 1988 году на выставке экспонировалась его работа «Мне грустно» (темпера, холст). Был издан авторские каталог:
- Архитектор-художник М. Д. Насекин: архитектура, живопись, графика, скульптура (1989).

Работы Михаила Насекина выполнены в духе советского монументального классицизма с выраженными чертами строгой стилизации и символизма. Он стремился к гармонии между архитектурной формой и скульптурным объёмом, сотрудничал с известными скульпторами, включая Б. В. Едунова и М. С. Алещенко.

## Награды
- Медаль «За победу над Германией в Великой Отечественной войне 1941—1945 гг.» (1945)[1]

## Семья
- Жена — Галина Ивановна Насекина (1934—2013)
- Сын — Дмитрий Михайлович Насекин
- Дочь — Мария Михайловна Насекина
- Сын — Михаил Михайлович Насекин[источник не указан 26 дней]